# La Herradura, Coatepec
La Herradura är en ort i Mexiko.   Den ligger i kommunen Coatepec och delstaten Veracruz, i den sydöstra delen av landet, 230 km öster om huvudstaden Mexico City. La Herradura ligger 1 367 meter över havet och antalet invånare är 138.
Terrängen runt La Herradura är varierad. Runt La Herradura är det ganska tätbefolkat, med 100 invånare per kvadratkilometer. Närmaste större samhälle är Xalapa, 7,1 km nordost om La Herradura. I omgivningarna runt La Herradura växer i huvudsak städsegrön lövskog.